# Noord-Hollandsche Bank
De Noord-Hollandsche Bank was een Nederlandse bank, gevestigd te Nieuwe Niedorp.
De N.V. Noord-Hollandsche Bank werd op 5 november 1919 opgericht als voortzetting van de in 1881 opgerichte commanditaire vennootschap met dezelfde naam en van de N.V. van der Wolff, Coiurrech & Zoon’s Bank, ontstaan uit een firma uit 1824. Behalve het hoofdkantoor in Nieuwe Niesdorp had de bank bijkantoren in Hoorn en Alkmaar. De aandeelhouders in de oude banken kregen voor ƒ 277.000 in aandelen terwijl voor ƒ 227.000 aan nieuwe aandelen werden geplaatst. Met ingang van 5 januari 1920 werden de aandelen ter beurze genoteerd. In 1920 werd de Alkmaarsche Crediet- & Effectenbank overgenomen en werd 7% dividend uitbetaald. In 1922 liep de winst terug maar werd nog wel 5% dividend betaald.
In juni 1924 sloot de bank haar deuren, omdat zij door een belangrijke debiteur was opgelicht met Franse wissels, waarop onmiddellijk surseance van betaling werd aangevraagd. De surseance werd echter niet verleend. In plaats daarvan werd de bank in september 1924 failliet verklaard.

## Trivia
De naam “Noord-Hollandsche Bank” werd later gebruikt voor een geldwisselkantoor aan het Damrak in Amsterdam, dat voornamelijk bekend werd door een spectaculaire inbraak.